# Langjökull
Langjökull, con un'estensione di 953 km², è il secondo ghiacciaio islandese, dopo Vatnajökull. È situato nell'ovest dell'interno dell'Islanda e può essere visto facilmente da Haukadalur.

## Caratteristiche
Il suo picco massimo raggiunge i 1450 metri. Il Langjökull negli ultimi 30 anni è avanzato di alcune centinaia di metri, contrariamente alla tendenza globale della diminuzione dell'estensione dei ghiacciai, ed ora arriva vicino ad alcune abitazioni.
Il nome Langjökull in islandese vuol dire "ghiacciaio lungo". 

## Accesso
Tre delle strade principali passano vicino al ghiacciaio: due di esse sono Kaldidalur e Kjalvegur. Kaldidalur si trova fra Langjökull e il ghiacciaio Ok nella parte ovest, mentre Kjalvegur si trova tra Langjökull e Hofsjökull nella parte est.

## Nella cultura di massa
- Nel film Il gigante di ferro, il ghiacciaio viene illustrato nel finale del film, in cui il gigantesco androide d'acciaio si ricompone, dopo aver fermato il missile atomico che stava per colpire la città di Rockwell.

## Galleria d'immagini

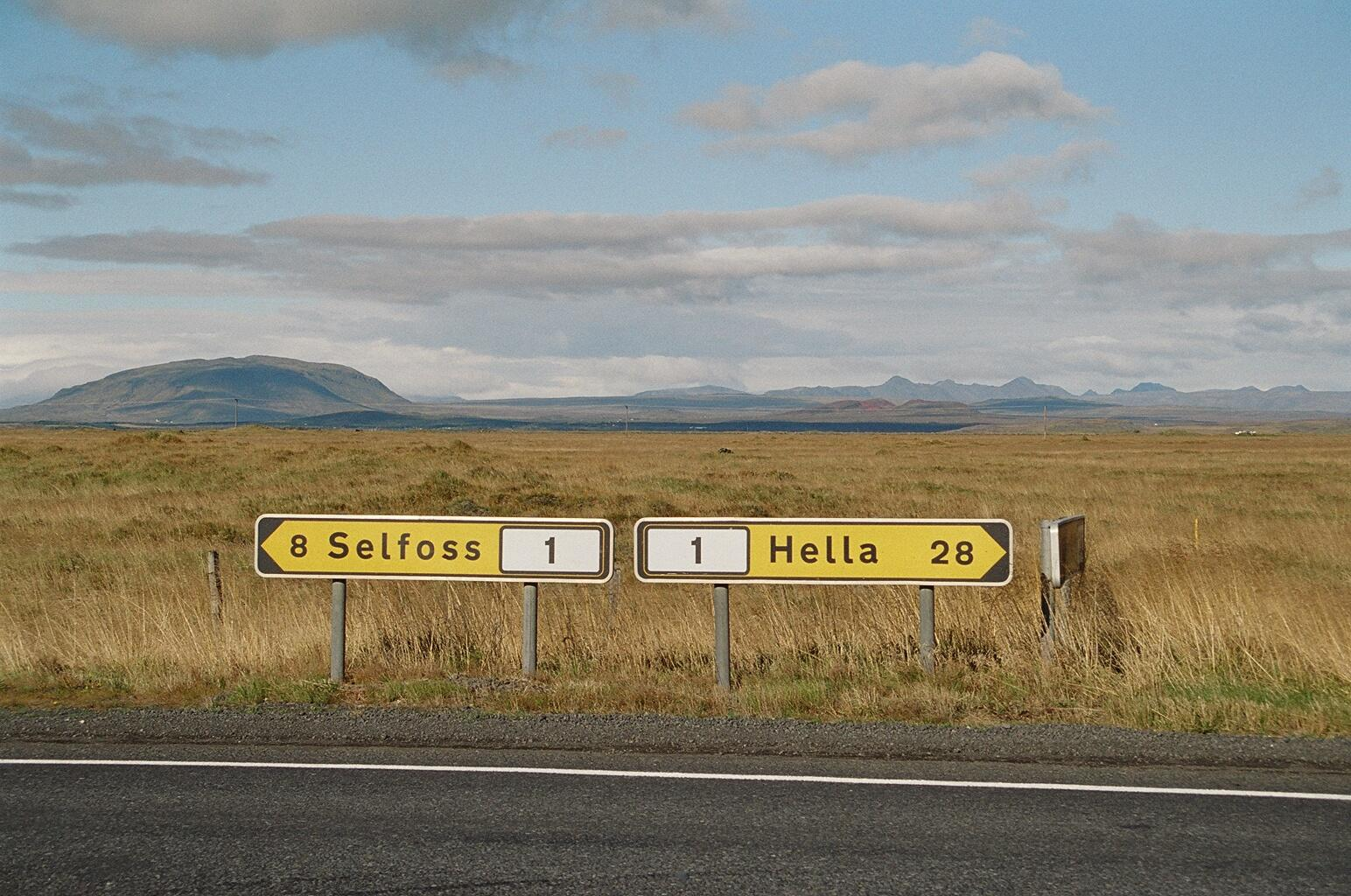
Langjökull visto da sud
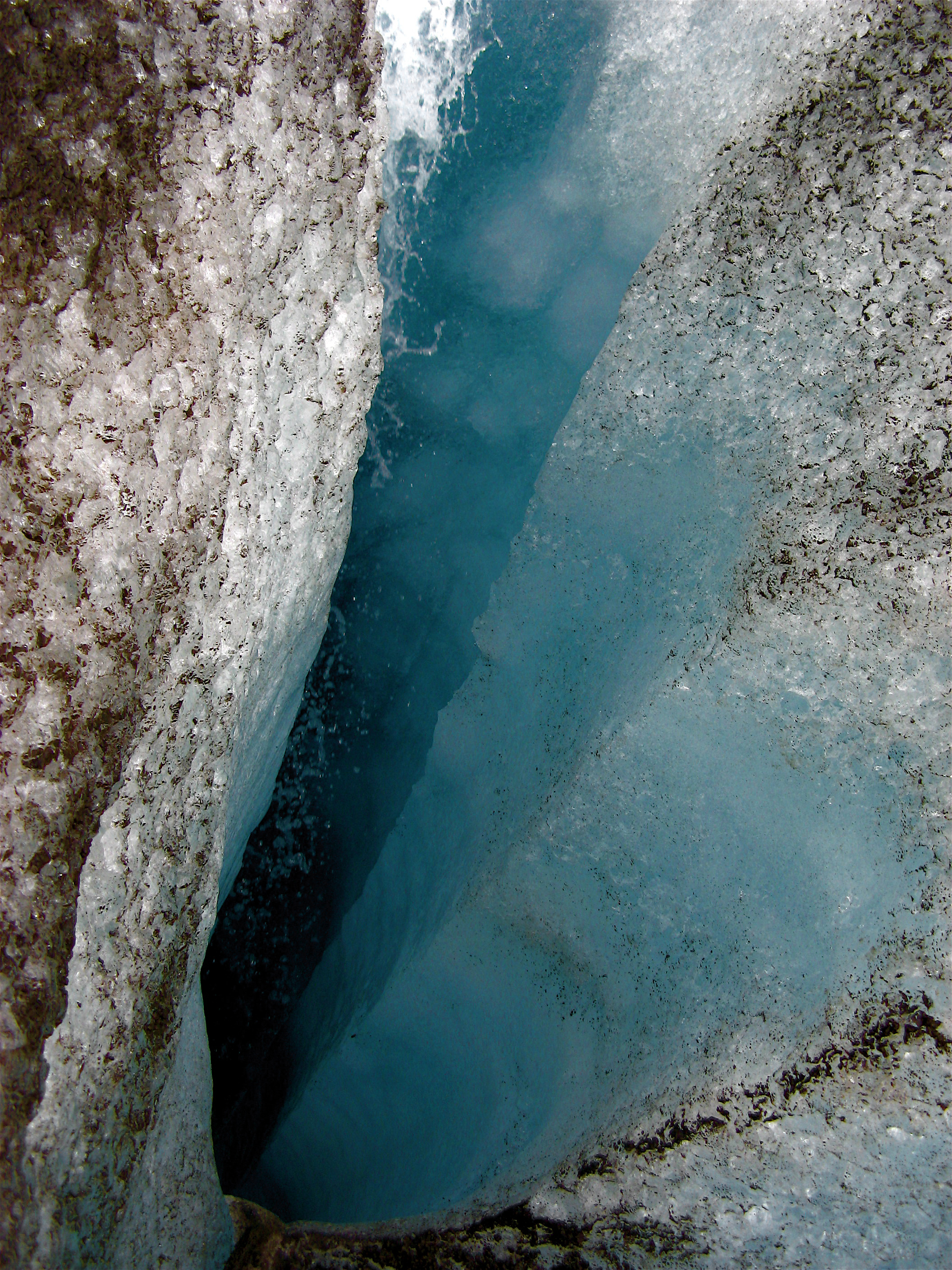
Un crepaccio modellato dall'acqua di fusione del ghiacciaio
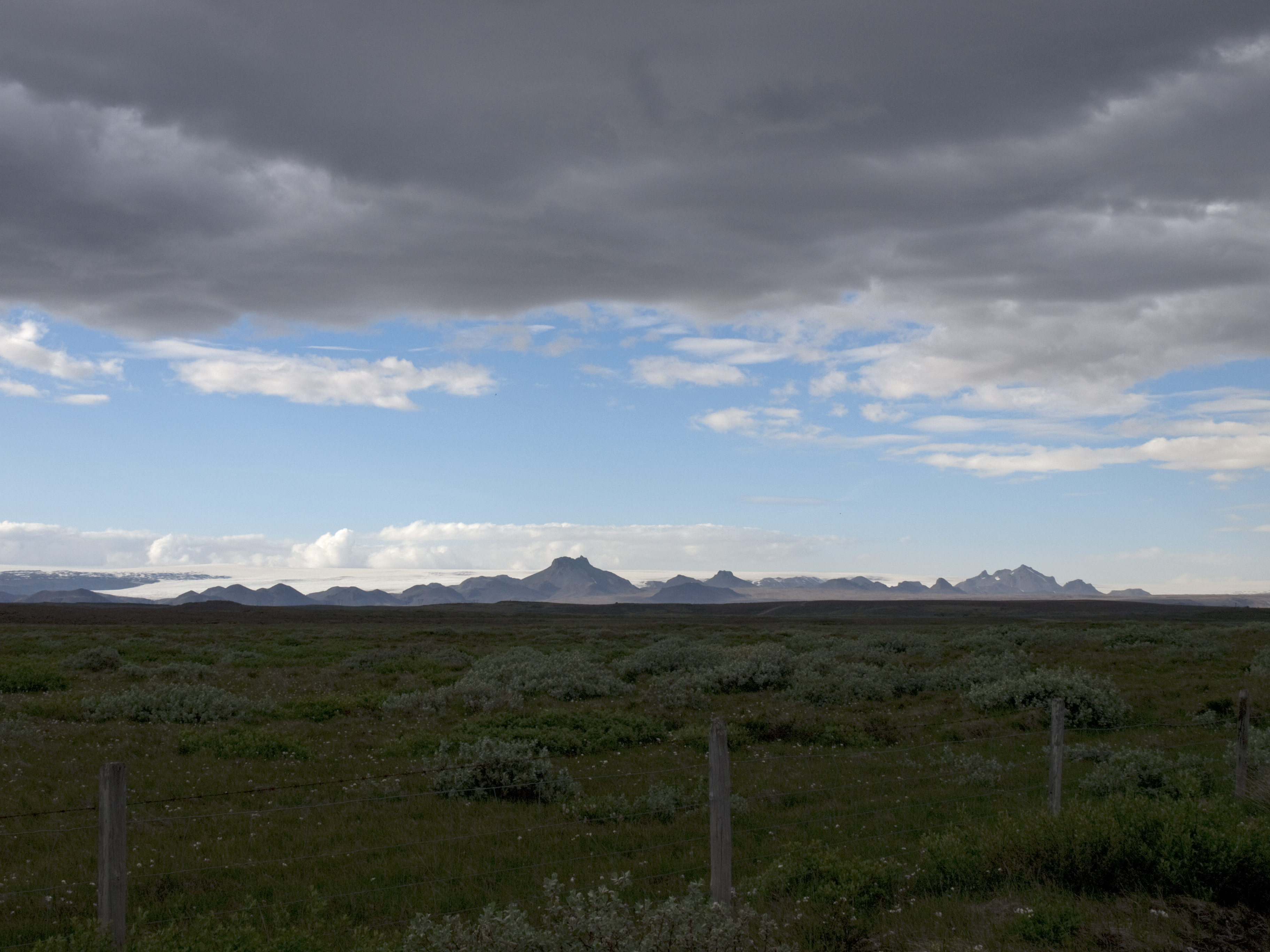
La parte sud del ghiacciaio visto da Gullfoss
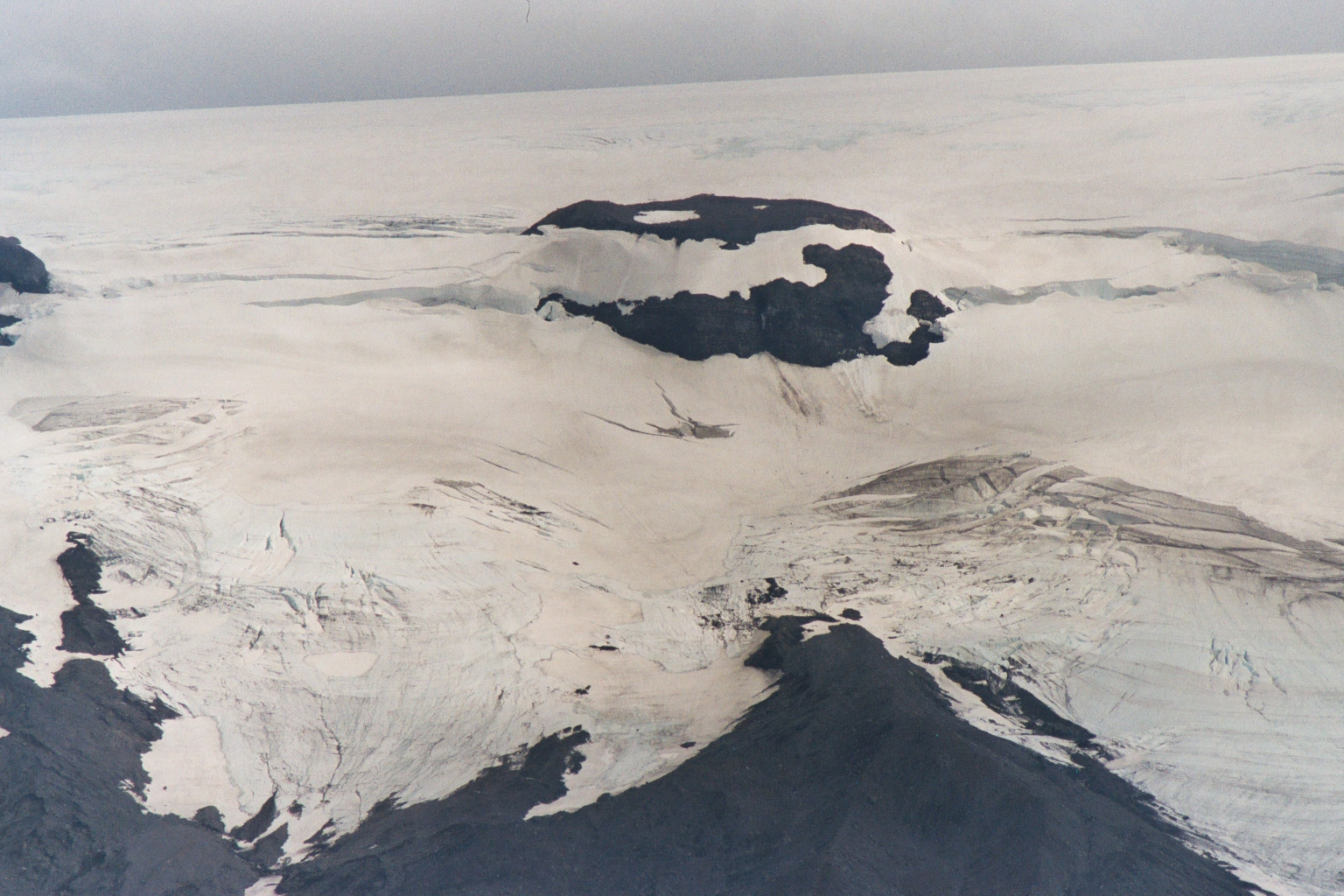
Vista di parte del ghiacciaio